# Oddział dystrybucyjny
Ten artykuł należy dopracować:

przedstawiono sytuację tylko z polskiej perspektywy – artykuł powinien być przekrojowy.
Pomóż go poprawić. 

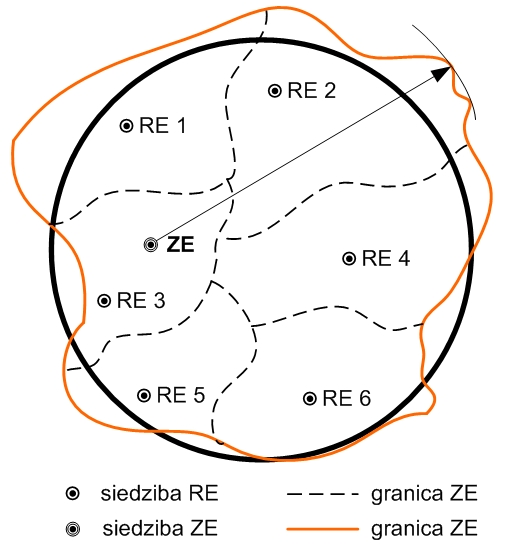
Teren działania przykładowego oddziału dystrybucyjnego

Oddział dystrybucyjny (d. zakład energetyczny lub zakład gazowniczy) – regionalna jednostka organizacyjna operatora systemu dystrybucyjnego energii elektrycznej albo paliw gazowych. W Polsce na początku XXI wieku zakłady energetyczne i gazownicze pozostające w rękach Skarbu Państwa skonsolidowały się, tworząc 4 grupy elektroenergetyczne oraz jedną gazowniczą. W ramach wszystkich grup wydzielono operatorów systemów dystrybucyjnych, których dotychczasowe zakłady stały się oddziałami. Oddział dystrybucyjny prowadzi eksploatację sieci dystrybucyjnej na terenie swojego działania poprzez jednostki organizacyjne: rejony energetyczne (RE) w grupach PGE i Enea, rejony dystrybucji (RD) w grupach Energa i Tauron Polska Energia, oraz rejony gazownicze/gazownie w Polskiej Spółce Gazownictwa, które prowadzą bezpośrednio eksploatację i nadzór urządzeń sieci. Oprócz typowych rejonów dystrybucyjnych mogą być tworzone, w zależności od potrzeb, rejony techniczne sieci najwyższych napięć, oświetlenia drogowego lub sieci kablowych. Działalność techniczna rejonów w zakresie eksploatacji podlega głównemu inżynierowi oddziału.

## Rozmieszczenie
Oddziały dystrybucyjne paliw gazowych obecnie odpowiadają swoimi obszarami aktualnym województwom.

Oddziały dystrybucyjne głównych polskich operatorów systemów dystrybucyjnych energii elektrycznej. Granice oddziałów pokrywają się co do zasady z granicami byłych województw. Na mapie nie uwzględniono natomiast, iż szereg zakładów w Polsce Wschodniej obejmowało po kilka byłych województw, z kolei w trzech byłych województwach zostały dodatkowo wydzielone osobne oddziały miejskie, odpowiednio: w województwie warszawskim — dla m. st. Warszawy (w granicach sprzed 2002 r.), w województwie łódzkim — dla miasta Łodzi oraz w województwie katowickim — dla konurbacji górnośląskiej.

Liczba oddziałów dystrybucyjnych energii elektrycznej, wielkość oraz ich podział na rejony zależy od powierzchni, długości sieci oraz liczby stacji i odbiorców na terenie, który obejmują. Zazwyczaj powierzchnia zakładu nie przekracza 10 000 km². Zanim uformowano w Polsce grupy energetyczne, obecne oddziały dystrybucyjne operatorów systemów dystrybucyjnych energii elektrycznej działały jako 33 samodzielne zakłady energetyczne w formie spółek kapitałowych, które typowo obejmowały  obszar jednego z województw istniejących w latach 1975-1998, niemniej w niektórych przypadkach jeden zakład obsługiwał kilka województw — działo się tak zwłaszcza w regionach Polski Wschodniej o dużej powierzchni i małej liczbie urządzeń będących w eksploatacji; z kolei w trzech województwach wydzielono dodatkowo osobne zakłady miejskie, o odwrotnych niż powyższe proporcjach między powierzchnią a liczbą urządzeń (obecnie są to: Stoen Operator sp. z o.o. na terenie Warszawy oprócz Wesołej, PGE Dystrybucja SA Oddział Łódź—Miasto na obszarze miasta Łodzi oraz Tauron Dystrybucja SA Oddział w Gliwicach na obszarze konurbacji górnośląskiej).

## Zakres działań
Główne obowiązki oddziału to:
- eksploatacja sieci dystrybucyjnej
- rozdział mocy lub gazu na obszarze oddziału w ramach przydzielonych uprawnień
- sprzedaż energii elektrycznej lub paliw gazowych na terenie zakładu
- techniczna obsługa odbiorców
- nadzór nad użytkowaniem mocy i energii lub gazu
- remonty urządzeń sieci
- realizacja inwestycji oddziału.